# جون غريني (لاعب كرة قدم أمريكية)
جون غريني (بالإنجليزية: John Greene)‏ هو لاعب كرة قدم أمريكية أمريكي، ولد في 21 أبريل 1920 في بيتسبرغ في الولايات المتحدة، وتوفي في 4 نوفمبر 2010 في فرانكلين في الولايات المتحدة.